# Giorgi Makaridze
Giorgi Makaridze (Tbilisi, 31 de março de 1990) é um futebolista georgiano que atua como goleiro. Atualmente, defende o Marítimo.

## Carreira
Giorgi Makaridze atuou no Le Mans, equipe da primeira divisão francesa, desde 2009, quando o seu passe foi comprado ao Dínamo de Tbilisi.
O CD Feirense assinou contrato com Makaridze depois da sua passagem no Le Mans e no Doxa. Giorgi Makaridze deixa o Feirense então recém-promovido à primeira liga para a época 2016-2017 e jogou pela formação de Moreira de Cónegos por dois anos.

## Títulos
Moreirense: Taça da liga 2016/2017